# Palpusia terminalis
Palpusia terminalis är en fjärilsart som beskrevs av Paul Dognin 1910. Palpusia terminalis ingår i släktet Palpusia och familjen Crambidae. Inga underarter finns listade i Catalogue of Life.